# ريكي تايلور
ريكي تايلور (بالإنجليزية: Ricky Taylor)‏ هو سائق سيارة سباق أمريكي، ولد في 3 أغسطس 1989.

## وصلات خارجية
- ريكي تايلور على موقع Racing-Reference.info (الإنجليزية)
- ريكي تايلور على موقع DriverDB.com (الإنجليزية)